# 버네사 테일러
버네사 테일러(영어: Vanessa Taylor, 1970년 9월 24일 ~ )는 미국의 각본가이다. 드라마 《왕좌의 게임》, 《앨리어스》, 영화 《다이버전트》(2014) 등의 경력이 있다.